# 7 (EP)
7 ist die kommerzielle Debüt-EP des US-amerikanischen Sängers und Rappers Lil Nas X. Sie erschien am 21. Juni 2019.

## Hintergründe
Bereits im Juli 2018 veröffentlichte Lil Nas X sein Debütmixtape Nasarati, auf welchem er sich als Rapper präsentierte, kostenlos im Internet – zunächst noch ohne große Beachtung zu erlangen. Am 2. Dezember desselben Jahres brachte der Musiker mit Old Town Road seine erste kommerzielle Single heraus, die bei ihrer ursprünglichen Veröffentlichung keine nennenswerten Erfolge verzeichnen konnte. Der Titel stellte eine deutliche Abweichung des bisherigen Stils dar, da sich der Künstler auf ihm an Themen und Ästhetiken der Country-Musik orientierte. In den darauffolgenden vier Monaten wuchs die Popularität des Liedes rapide, bis es ihm im April 2019 letztlich gelang, an die Spitze der US-amerikanischen Charts zu klettern. Etwa zur selben Zeit erschien eine Remixversion des Musikstückes, welche im Duett mit dem bekannten Sänger Billy Ray Cyrus vorgetragen wurde. Diese verhalf dem Song zu weiterer, internationaler Beliebtheit, bis er in mehreren Ländern ein wochen- bzw. monatelanger Nummer-eins-Hit wurde. Neben einigen anderen Nationen avancierte das Lied so zum Spitzenreiter im Vereinigten Königreich, Deutschland, Österreich und der Schweiz. Als mit 7 die erste kommerzielle EP von Lil Nas X nach dessen Durchbruch erschien, befand sich dessen Leadsingle noch auf der Höchstposition mehrerer Charts. Einen Tag zuvor erschien die Singleauskopplung Panini.
Produziert wurde das Werk von YoungKio, Take a Daytrip, Travis Barker, Bizness Boi, Fwdslxsh, BoyBand, Russ Chell, Roy Lenzo, Ryan Tedder, Zach Skelton, Boi-1da, Allen Ritter, Abaz und X-plosive. Als Gastmusikerin ist auf der Veröffentlichung neben Billy Ray Cyrus noch die Rapperin Cardi B zu hören. Sämtliche Lieder wurden von Lil Nas X zusammen mit den jeweiligen Produzenten und den etwaigen Featurings geschrieben.
Das Duo Take a Daytrip, welches die Titel Panini und Rodeo produzierte, beschrieb die Zusammenarbeit mit dem Künstler als eine der besten ihrer Karriere. Lil Nas X, der noch nie zuvor in einem professionellen Studio aufgenommen hatte, habe ein natürliches Talent dafür gezeigt, musikalische Visionen zu entwickeln. Als er die Rohfassung des Beats von Panini hörte, habe er unmittelbar begonnen, Ideen für eine Überarbeitung und eine mögliche Songstruktur zu äußern. Er verstünde es ebenso, soziale Medien in seine Karriere einzubinden, indem er sein Publikum an der Entstehung der Lieder teilhaben lässt und somit noch vor der Veröffentlichung einen Hype kreiert.

## Musik und Texte
Die Titel auf 7 kann man einer Vielzahl verschiedener Genres zuordnen. Die Lieder Old Town Road und Rodeo vereinen Elemente der Country-Musik mit modernen Einflüssen des Trap, in dem sie Banjo- bzw. Steel-Guitar-Klänge auf 808-Bass-Drums und schnelle Hi-Hats treffen lassen. Auf Kick It werden besagte Trap-Anleihen von einem Saxophon begleitet, Panini ist hingegen ein reiner Genrebeitrag. Bring U Down und F9mily (You & Me) sind im Alternative Rock anzusiedeln, wobei ersteres nahe am Grunge und zweiteres nahe am Pop-Punk liegt. C7osure (You Like) ist hingegen ein klassischer Popsong. Lil Nas X ist auf den Liedern sowohl singend als auch rappend zu hören. Entsprechend der Vielfalt an musikalischen Stilen sind auch die Themen breit gefächert. So reichen sie von Wildwestthematiken über Figuren aus der Cartoonserie Chowder bis hin zur Auseinandersetzung mit der Rezeption der eigenen Person.

## Covergestaltung
Das Covermotiv zeigt eine nächtliche Szenerie und bebildert einen Cowboy schräg von hinten, der eine E-Gitarre auf den Rücken geschnallt hat und auf einem Pferd sitzt. Er befindet sich auf einem Pass; rechts neben ihm ist ein Wetterhahn angebracht, und ihn umgeben einige Hügel und Bäume. Der Mond wirft dabei einen hellen Lichtstrahl auf die Person. Man kann deutlich sehen, dass auf dem Weg vor ihm eine an den Baustil des Cyberpunkgenres erinnernde Großstadt liegt, die von Wolkenkratzern und Neonlichtern dominiert wird.

## Titelliste
| Nr. | Titel                                         | Länge |
| --- | --------------------------------------------- | ----- |
| 1.  | Old Town Road (Remix) (feat. Billy Ray Cyrus) | 2:37  |
| 2.  | Panini                                        | 1:54  |
| 3.  | F9mily (You & Me)                             | 2:42  |
| 4.  | Kick It                                       | 2:21  |
| 5.  | Rodeo (feat. Cardi B)                         | 2:38  |
| 6.  | Bring U Down                                  | 2:11  |
| 7.  | C7osure (You Like)                            | 2:28  |
| 8.  | Old Town Road                                 | 1:53  |

## Kritiken
7 erhielt gemischte bzw. durchschnittliche Kritiken. Hervorgehoben wurde die Bandbreite der Stile, welche Lil Nas X auf dem Werk präsentiere, und man zeigte sich von dem Anteil an Grunge- und Alternative-Rock-Musik erstaunt. Positive Stimmen lobten, der Musiker finge den Zeitgeist seiner Generation gelungen ein. Dennoch würde es keinem der neuen Titel gelingen, an die Erfolgssingle Old Town Road heranzukommen, und der Interpret würde es nicht schaffen, eine eigene Persönlichkeit zu etablieren. Stattdessen befinde er sich noch auf der Suche, was genau er in der Musikwelt eigentlich darstellen wolle. Man war sich außerdem darüber uneinig, wie gut der Künstler die für ihn neuen Stile bewältige.

## Kommerzieller Erfolg

### Chartplatzierungen
| ChartsChartplatzierungen       | Höchstplatzierung | Wochen |
| ------------------------------ | ----------------- | ------ |
| Deutschland (GfK)              | 99 (1 Wo.)        | 1      |
| Österreich (Ö3)                | 53 (3 Wo.)        | 3      |
| Schweiz (IFPI)                 | 63 (1 Wo.)        | 1      |
| Vereinigte Staaten (Billboard) | 2 (71 Wo.)        | 71     |
| Vereinigtes Königreich (OCC)   | 23 (5 Wo.)        | 5      |

| ChartsJahrescharts (2019)      | Platzierung |
| ------------------------------ | ----------- |
| Vereinigte Staaten (Billboard) | 46          |

| ChartsJahrescharts (2020)      | Platzierung |
| ------------------------------ | ----------- |
| Vereinigte Staaten (Billboard) | 79          |

### Auszeichnungen für Musikverkäufe
| Land/Region                  | Auszeichnungen für Musikverkäufe (Land/Region, Auszeichnung, Verkäufe) | Verkäufe  |
| ---------------------------- | ---------------------------------------------------------------------- | --------- |
| Brasilien (PMB)              | 3× Platin                                                              | 120.000   |
| Dänemark (IFPI)              | Gold                                                                   | 10.000    |
| Frankreich (SNEP)            | Gold                                                                   | 50.000    |
| Kanada (MC)                  | 2× Platin                                                              | 160.000   |
| Mexiko (AMPROFON)            | Gold                                                                   | 30.000    |
| Neuseeland (RMNZ)            | 2× Platin                                                              | 30.000    |
| Norwegen (IFPI)              | Platin                                                                 | 20.000    |
| Polen (ZPAV)                 | Platin                                                                 | 20.000    |
| Schweiz (IFPI)               | Platin                                                                 | 20.000    |
| Singapur (RIAS)              | Gold                                                                   | 5.000     |
| Vereinigte Staaten (RIAA)    | 2× Platin                                                              | 2.000.000 |
| Vereinigtes Königreich (BPI) | Silber                                                                 | 60.000    |
| Insgesamt                    | 1× Silber · 4× Gold · 12× Platin ·                                     | 2.525.000 |

Hauptartikel: Lil Nas X/Auszeichnungen für Musikverkäufe